# Алексеевка (Кораблинский район)
Алексеевка — деревня в Кораблинском районе Рязанской области России, входит в состав Незнановского сельского поселения.

## Географическое положение
Алексеевка находится в северной части Кораблинского района, в 16 км к северу от райцентра.
Деревню пересекает река Лоша.

## Население
| 2010 |
| ---- |
| 7    |

## История
Алексеевка возникла в середине XIX века.